# Micrococcidae
Micrococcidae (лат.) — семейство полужесткокрылых насекомых-кокцид. 2 рода.

## Распространение
Встречаются в странах Средиземноморья (Южная Европа, Северная Африка, Западная Азия) и 1 вид в Афротропике (Зимбабве, Molluscococcus), в том числе: Египет, Франция, Греция, Израиль, Ливан, Сирия, Ливия, Турция.

## Описание
Мелкие червецы и щитовки овальной формы (1—2 мм) с 6 ногами и 2 усиками. Питаются соками растений. Уникальным признаком семейства являются анальные лопасти; дискоидальные поры с толстыми краями; вульва расположена на 6-м абдоминальном сегменте; усики 3-члениковые (у личинок 1 стадии усики 5-6-члениковые); лабиум 1-члениковый; ноги обычно со слитыми голенями и лапками у Micrococcus и раздельные у Molluscococcus; анальное кольцо дорзальное с 10-28 щетинками. Взрослые самки Micrococcus розового или красного цвета, обнаруживаются на корнях трав и часто в муравейниках Tapinoma; самцы бескрылые. Взрослые самки Molluscococcus напоминают двустворчатых моллюсков..

## Систематика
Около 10 видов в 2 родах. Ранее представителей Molluscococcus и Micrococcus трактовали в качестве членов различных семейств, включая Coccidae, Eriococcidae и Pseudococcidae. Как отдельное самостоятельное семейство Micrococcidae Silvestri оно было впервые упомянуто в 1974 году (Koteja, 1974).
- Micrococcus Leonardi, 1907
  - Micrococcus bodenheimeri
  - Micrococcus confusus
  - Micrococcus dumonti
  - Micrococcus longispinus
  - Micrococcus rungsi
  - Micrococcus silvestrii
  - Micrococcus similis
- Molluscococcus Hall, 1941
  - Molluscococcus fibrillae